# Marco Antonio Barrera
Marco Antonio Barrera (Ciudad de México, 17 de enero de 1974) es un exboxeador profesional y comentarista mexicano. Fue campeón mundial en tres divisiones diferentes: Supergallo por la OMB; Pluma por el CMB; y Superpluma por el CMB y la FIB. Es conocido por su épica trilogía de combates contra Érik Morales, sus dos peleas contra Manny Pacquiao y su rivalidad con Naseem Hamed y Juan Manuel Márquez. La primera y la tercera pelea con Morales fueron nombradas como Combate del Año en 2000 y 2004 respectivamente. 
Entre 2001 y 2007 fue considerado por la revista The Ring como uno de los mejores boxeadores Libra por Libra, alcanzando la posición número 3 entre 2002 y 2005. ESPN lo clasificó con el número 43 en su lista Los 50 Mejores Boxeadores de la Historia. En 2016 ESPN lo clasificó con el número 13 de su lista Los Mejores Boxeadores Libra Por Libra de los Últimos 25 Años.
. En 2017 fue introducido al Salón Internacional de la Fama del Boxeo. Actualmente, es comentarista deportivo en la cadena BoxAzteca Deportes.

## Carrera boxística

### Amateur
Como amateur, Barrera tuvo un récord de 104-4 y fue cinco veces campeón nacional de México.

### Profesional
Barrera hizo su debut profesional a los 15 años de edad, cuando derrotó a David Félix por nocaut en el segundo asalto el 22 de noviembre de 1989. La victoria marcó el comienzo de una racha de 43 victorias consecutivas.
En 1990, Barrera tenía siete peleas, subiendo de calidad de oponentes, cuando derrotó al veterano Iván Salazar, por decisión en ocho asaltos. En 1991 tuvo siete peleas, derrotando a boxeadores como Abel Hinojosa, Javier Díaz y otros.
Barrera comenzó el 1992 ganando su primer título profesional, derrotando a Josefino Suárez por decisión en doce asaltos para ganar el campeonato nacional Mexicano supermosca. Conservó el título tres veces antes del final del año, lo que ayudó a mejorar su ranking en la división de peso súpermosca. Derrotó a Abner Barajas por una decisión en diez asaltos, y a Ángel Rosario por nocaut en seis asaltos.
En 1993 ganó todos sus combates, derrotando a Noe Santillana, entre otros. En 1994, Barrera estaba estudiando la carrera de leyes en la Universidad, pero continuó su carrera como boxeador. El 13 de abril, derrotó al futuro campeón Carlos Salazar por una decisión de diez asaltos en Argentina, y posteriormente al excampeón del mundo Eddie Cook.

### Título Peso supergallo
Barrera comenzó 1995 luchando por un título mundial. El 31 de marzo, se convirtió en el campeón mundial de la OMB en peso supergallo al derrotar al boxeador Puertorriqueño Daniel Cobrita Jiménez por decisión en doce asaltos en la ciudad de Anaheim, California. En este momento, la prensa del deporte lo llamaba "El próximo Julio César Chávez". 
Hizo cuatro defensas antes de que terminara el año. El 2 de junio de 1995, derrotó al futuro campeón Frank Toledo por medio del nocaut en el segundo asalto. Barrera llevó al suelo a Toledo dos veces hasta que se detuviera la pelea. El 15 de julio de 1995, se anotó una victoria en el primer asalto sobre Maui Díaz (27-1). En su próximo combate, ganó una decisión unánime en doce asaltos al futuro campeón Agapito Sánchez. 
El 6 de febrero de 1996, luchó contra el excampeón Kennedy McKinney. McKinney lo derribó, pero Barrera se recuperó para derribar a McKinney en cinco ocasiones hasta noquearlo en el asalto número doce y reteniendo su título. Después, derrotó al excampeón Jesse Benavides por nocaut en el tercer asalto. El 14 de julio de 1996, derrotó a otro excampeón, Orlando Fernández, por nocaut técnico en siete vueltas. 
El 22 de noviembre de 1996, sufrió la primera derrota de su carrera, y perdió su título contra el boxeador estadounidense Junior Jones, por una descalificación en el quinto asalto. Barrera cayó a la lona en el quinto asalto, pero fue declarado perdedor por descalificación, ya que su esquina se subió al ring para detener la pelea. 
El 18 de abril de 1997, se le dio la oportunidad de recuperar su título frente a Jones en una revancha en Las Vegas. Barrera fue derrotado por decisión unánime y se retiró del boxeo.

### Reaparición
Barrera anunció un regreso en 1998, y comenzó derrotando a Ángel Rosario por nocaut en el quinto asalto. Después de dos victorias más, se le dio otra oportunidad de luchar por un título mundial de la OMB. El 31 de octubre, se convirtió en dos veces campeón mundial peso súpergallo al derrotar a Richie Wenton por nocaut en tres asaltos, ganar el título vacante de la OMB.
En 1999, había dos defensas y luego corrió a la controversia. El 18 de diciembre, derrotó a César Nájera en cuatro asaltos en California. Pero al enterarse de que Nájera tenía una racha perdedora y que fue parte del equipo de Barrera, la Comisión Atlética de California decidió anular la pelea.

### Barrera vs Morales
En febrero de 2000, Barrera fue derrotado en doce asaltos por el campeón mundial de la CMB de peso supergallo Erik Morales, a una decisión dividida. Fue una intensa batalla en la que ambos luchadores terminaron con laceraciones. The Ring la nombró la pelea del año.
La OMB permitió a Barrera retener su título peso súpergallo y lo defendió tres veces. El 17 de junio de 2000, derrotó a Luiz Freitas (19-1-0) en el primer asalto. En su próximo combate, derrotó a José Luis Valbuena (18-1-1) por decisión unánime en doce asaltos. El 1 de diciembre de 2000, se anotó un nocaut en el sexto asalto sobre el excampeón del mundo de Jesús Salud.

### Título peso pluma
En 2001, Barrera subió a la siguiente división de peso. En 7 de abril, derrotó al invicto británico Naseem Hamed. Antes de la pelea, Hamed era favorito 3 a 1 en las apuestas en Las Vegas. Barrera se adjudicó la victoria por decisión unánime, con la lectura de tarjetas de los jueces 115-112, 115 -112, 116-111, y ganó el título OBI (Organización Internacional de Boxeo) peso pluma. El 8 de septiembre de 2001, derrotó al excampeón Enrique Sánchez por nocaut técnico en el sexto asalto. 
El 22 de junio de 2002, Barrera derrotó a Morales en la revancha, por el título del CMB peso pluma, venciendo por decisión unánime. Barrera optó por defender el título de The Ring de peso pluma en lugar de aceptar el título del CMB. El 7 de noviembre, que derrotó al ex cinco veces campeón mundial Johnny Tapia por decisión unánime en 12 asaltos. 
Barrera obtuvo su pelea número 60 el 12 de abril de 2003, derrotando al excampeón mundial Kevin Kelley por nocaut en el asalto cuatro, manteniendo su título mundial peso pluma de The Ring.

### Barrera vs Pacquiao I
El 16 de noviembre de 2003, Barrera fue derrotado por el púgil filipino Manny Pacquiao. En el asalto número once la esquina de Barerra tiró la toalla dándole a Pacquiao su tercer campeonato mundial en una tercera división. Antes de la pelea, se reveló que Barrera se había sometido a cirugía para reparar un grupo de vasos sanguíneos malformados en la cabeza.

### Título superpluma
El 19 de junio de 2004, Barrera derrotó al dos veces excampeón del mundo Paulie Ayala en Los Ángeles. Barrera ganó la pelea por un nocaut en el asalto número diez. El 27 de noviembre de 2004, peleó contra Morales, por tercera vez. Barrera se convirtió en campeón mundial en tres divisiones al derrotar a Morales, en una decisión mayoritaria. Obtuvo el título superpluma de la CMB.
El 9 de abril de 2005, Barrera retuvo el título con un nocaut en la segunda ronda contra el futuro campeón Mzonke Fana en El Paso, Texas, alcanzando así su victoria número 60 en su carrera.
El 17 de septiembre del mismo año, unificó su título superpluma de la CMB al derrotar al campeón de la FIB en esa misma categoría Robbie Peden, por decisión unánime a doce asaltos en Las Vegas.

### Barrera vs Juárez
El 20 de mayo de 2006, Barrera defendió su título contra el boxeador estadounidense Rocky Juárez, un error en el puntaje de los jueces, otorgaron una decisión dividida en favor de Barrera. Luchó contra Juárez en un combate de revancha el 16 de septiembre, esta vez Barrera ganó por decisión unánime con calificaciones de (117-111, 115-113, 115-113).

### Barrera vs Márquez
El 17 de marzo de 2007 Barrera perdió su título del superpluma de la CMB ante su compatriota Juan Manuel Márquez por decisión unánime; aunque después afirmó que los jueces y el árbitro estaban equivocados, pues había logrado mandar a la lona a su rival, pero fue sancionado por dos puntos de penalización, producto de golpear a un Márquez ya en la lona.

### Barrera vs Pacquiao II
Barrera peleó contra Pacquiao en un combate de revancha por el título de peso superpluma de la CMB el 6 de octubre de 2007 en Las Vegas. Barrera fue derrotado por decisión unánime con calificaciones de 118-109, 118-109, 115-112. Después del combate, Barrera, expresó su deseo de retirarse del boxeo, sin embargo, ninguna confirmación oficial se había dado. El 13 de febrero de 2008, Barrera anunció a los medios de comunicación que iba a pelear contra el ganador de la pelea Márquez vs Pacquiao el 15 de marzo. El ganador de este resultó ser Pacquiao, en una controvertida decisión dividida. Sin embargo, Pacquiao cambió a la división de peso ligero y la subsiguiente captura del título ligero del CMB hizo una revancha improbable a menos que uno de los posibles combatientes estuviera dispuesto a cambiar de división de peso.
Marco Antonio Barrera, de 35 años, puso fin a su breve retiro, y firmó un contrato de cinco años el 26 de agosto de 2008 con el promotor Don King. Se subirá a la división de peso ligero, su objetivo es convertirse en el primer Mexicano, en ganar un título en 4 divisiones de peso diferentes.
El 7 de noviembre de 2008, Barrera marcó su regreso al ring, en Chengdu, China, al noquear a Sammy Ventura, en su primer combate en la división de peso ligero.

### Barrera vs Khan
Se anunció el 15 de enero de 2009 que Barrera regresaría al cuadrilátero contra el boxeador británico Amir Khan. Incluso con Barrera entrado en años, el combate era visto como la mayor prueba en la carrera del joven británico hasta el momento.
Antes de esta pelea, Barrera había luchado contra Freudis Rojas el 31 de enero de 2009, en Zapopan, Jalisco. Rojas fue descalificado por un cabezazo que dejó a Barrera con una cortada sobre el ojo izquierdo. El corte pudo haber puesto en peligro el combate programado de Barrera contra Khan. A pesar de esta lesión, Barrera aceptó pelear.
Barrera perdió la pelea por una decisión técnica en el quinto asalto. En la primera ronda, los dos boxeadores chocaron cabezas, resultando en una profunda herida sobre la frente de Barrera, que sangró durante todo el combate. El médico detuvo el combate al comienzo de la quinta ronda, debido a la gravedad de la corte. Los jueces anotaron la pelea 50-45, 50-45 y 50-44 a favor de Khan al momento que se detuvo la pelea, Khan fue declarado ganador por decisión técnica. El 26 de marzo de 2009, el promotor de Barrera, Don King, presentó una protesta ante la Junta Británica de Control de Boxeo, AMB y OMB en nombre de Barrera, afirmando que el choque accidental de cabezas resultado de la lucha que se debía declarar nula la pelea. En virtud de las normas que rigen la pelea, si se hubiera detenido por el cabezazo accidental antes del cuarto asalto, hubiera sido nula y habría una revancha inmediata. El árbitro Dave Parris, sin embargo, esperó hasta mitad del cuarto asalto antes de pedirle al médico que examinara la herida. 
Después de perder con Khan; realizó dos peleas, una en 2010 contra Adailton de Jesus, a quien venció por decisión unánime, y otra en febrero del 2011 contra José Arias.

## Récord profesional
| 67 Ganadas (44 KOs), 7 Derrotas y 1 Sin Resultado |          |                         |      |               |            |                                                      | |
| Res.                                              | Récord   | Oponente                | Tipo | Rd., Tiempo   | Datos      | Localidad                                            | Notas |
| G                                                 | 67–7 (1) | José Arias              | TKO  | 2 (10), 2:29  | 12-02-2011 | Coliseo Olímpico Universidad, Guadalajara, México    | |
| G                                                 | 66–7 (1) | Adailton de Jesus       | UD   | 10            | 26-06-2010 | Alamodome, San Antonio, Texas                        | |
| D                                                 | 65–7 (1) | Amir Khan               | TD   | 5 (12), 2:36  | 14-03-2009 | MEN Arena, Manchester, Inglaterra                    | Por los títulos WBA International y WBO Intercontinental vacante del peso ligero                                                                    |
| G                                                 | 65–6 (1) | Freudis Rojas           | DQ   | 3 (10), 2:52  | 31-01-2009 | Auditorio Telmex, Zapopan, México                    | |
| G                                                 | 64–6 (1) | Sammy Ventura           | TKO  | 4 (12), 1:01  | 07-11-2008 | Sichuan Gymnasium, Chengdu, China                    | |
| D                                                 | 63–6 (1) | Manny Pacquiao          | UD   | 12            | 06-10-2007 | Mandalay Bay Events Center, Paradise, Nevada         | Por el título WBC International superpluma |
| D                                                 | 63–5 (1) | Juan Manuel Márquez     | UD   | 12            | 17-03-2007 | Mandalay Bay Events Center, Paradise, Nevada         | Pierde el título mundial WBC superpluma |
| G                                                 | 63–4 (1) | Rocky Juarez            | UD   | 12            | 16-09-2006 | MGM Grand Garden Arena, Paradise, Nevada             | Retiene el título mundial WBC superpluma |
| G                                                 | 62–4 (1) | Rocky Juarez            | SD   | 12            | 20-05-2006 | Staples Center, Los Ángeles, California              | Retiene el título mundial WBC superpluma |
| G                                                 | 61–4 (1) | Robbie Peden            | UD   | 12            | 17-09-2005 | MGM Grand Garden Arena, Paradise, Nevada             | Retiene el título mundial WBC superpluma; Gana el título IBF superpluma                                                                             |
| G                                                 | 60–4 (1) | Mzonke Fana             | KO   | 2 (12), 1:48  | 09-04-2005 | Don Haskins Center, El Paso, Texas                   | Retiene el título mundial WBC superpluma |
| G                                                 | 59–4 (1) | Érik Morales            | MD   | 12            | 27-11-2004 | MGM Grand Garden Arena, Paradise, Nevada             | Gana el título mundial WBC peso superpluma |
| G                                                 | 58–4 (1) | Paulie Ayala            | TKO  | 10 (12), 2:34 | 19-06-2004 | Home Depot Center, Carson, California                | |
| D                                                 | 57–4 (1) | Manny Pacquiao          | TKO  | 11 (12), 2:56 | 15-11-2003 | Alamodome, San Antonio, Texas                        | Pierde el título The Ring y lineal peso pluma |
| G                                                 | 57–3 (1) | Kevin Kelley            | TKO  | 4 (12), 1:32  | 12-04-2003 | MGM Grand Garden Arena, Paradise, Nevada             | Retiene los títulos The Ring y lineal peso pluma |
| G                                                 | 56–3 (1) | Johnny Tapia            | UD   | 12            | 02-11-2002 | MGM Grand Garden Arena, Paradise, Nevada             | Retiene los títulos The Ring y lineal peso pluma |
| G                                                 | 55–3 (1) | Érik Morales            | UD   | 12            | 22-06-2002 | MGM Grand Garden Arena, Paradise, Nevada             | Retiene el título lineal peso pluma; Gana el título vacante de The Ring peso pluma                                                                  |
| G                                                 | 54–3 (1) | Enrique Sánchez         | RTD  | 6 (12), 3:00  | 08-09-2001 | Lawlor Events Center, Reno, Nevada                   | Retiene el título lineal peso pluma |
| G                                                 | 53–3 (1) | Naseem Hamed            | UD   | 12            | 07-04-2001 | MGM Grand Garden Arena, Paradise, Nevada             | Gana el título lineal y el IBO vacante del peso pluma                                                                                               |
| G                                                 | 52–3 (1) | Jesus Salud             | RTD  | 6 (12), 3:00  | 01-12-2000 | The Venetian Las Vegas, Paradise, Nevada             | Retiene el título mundial WBO peso supergallo |
| G                                                 | 51–3 (1) | José Luis Valbuena      | UD   | 12            | 09-09-2000 | New Orleans Arena, Nueva Orleans, Luisiana           | Retiene el título mundial WBO peso supergallo |
| G                                                 | 50–3 (1) | Luiz Freitas            | KO   | 1 (12), 1:27  | 17-06-2000 | Arena México, Ciudad de México, México               | Retiene el título mundial WBO peso supergallo |
| D                                                 | 49–3 (1) | Érik Morales            | SD   | 12            | 19-02-2000 | Mandalay Bay Events Center, Paradise, Nevada         | Perdió el título mundial de la WBO peso supergallo; Por el título mundial de la WBC peso supergallo                                                 |
| NC                                                | 49–2 (1) | César Najera            | TKO  | 4 (10), 0:36  | 18-12-1999 | Fantasy Springs Resort Casino, Indio, California     | Originalmente ganó Barrera por TKO, luego fue cambiado a NC después de que el récord de pelea de Najera no pudo ser confirmado                      |
| G                                                 | 49–2     | Pastor Humberto Maurin  | UD   | 12            | 07-08-1999 | Etess Arena, Atlantic City, New Jersey               | Retiene el título mundial de la WBO peso supergallo                                                                                                 |
| G                                                 | 48–2     | Paul Lloyd              | RTD  | 1 (12), 3:00  | 03-04-1999 | Royal Albert Hall, Londres, Inglaterra               | Retiene el título mundial de la WBO peso supergallo                                                                                                 |
| G                                                 | 47–2     | Richie Wenton           | RTD  | 3 (12), 3:00  | 31-10-1998 | Boardwalk Hall, Atlantic City, New Jersey            | Gana el título mundial vacante de la WBO peso supergallo                                                                                            |
| G                                                 | 46–2     | Pedro Javier Torres     | TKO  | 4 (10), 1:15  | 26-09-1998 | Caesars Tahoe, Stateline, Nevada                     | |
| G                                                 | 45–2     | Geronimo Cardoz         | KO   | 1 (10), 2:59  | 16-05-1998 | Tropicana Las Vegas, Paradise, Nevada                | |
| G                                                 | 44–2     | Ángel Rosario           | TKO  | 5 (10), 2:40  | 21-02-1998 | Tropicana Las Vegas, Paradise, Nevada                | |
| D                                                 | 43–2     | Junior Jones            | UD   | 12            | 18-04-1997 | Las Vegas Hilton, Winchester, Nevada                 | Por el título mundial de la WBO supergallo |
| D                                                 | 43–1     | Junior Jones            | DQ   | 5 (12), 2:59  | 22-11-1996 | Ice Palace, Tampa, Florida                           | Pierde el título mundial de la WBO supergallo; Barrera descalificado después de que sus jugadores de la esquina entraran al ring demasiado temprano |
| G                                                 | 43–0     | Jesse Magana            | TKO  | 10 (12), 1:56 | 14-09-1996 | Great Western Forum, Inglewood, California           | Retiene el título mundial de la WBO supergallo |
| G                                                 | 42–0     | Orlando Fernández       | TKO  | 7 (12), 1:03  | 14-07-1996 | Mammoth Events Center, Denver, Colorado              | Retiene el título mundial de la WBO supergallo |
| G                                                 | 41–0     | Jesse Benavides         | KO   | 3 (12), 1:15  | 04-05-1996 | Arrowhead Pond, Anaheim, California                  | Retiene el título mundial de la WBO supergallo |
| G                                                 | 40–0     | Kennedy McKinney        | TKO  | 12 (12), 2:05 | 03-02-1996 | Great Western Forum, Inglewood, California           | Retiene el título mundial de la WBO supergallo |
| G                                                 | 39–0     | Eddie Croft             | TKO  | 7 (12), 1:38  | 04-11-1995 | Caesars Palace, Paradise, Nevada                     | Retiene el título mundial de la WBO supergallo |
| G                                                 | 38–0     | Agapito Sánchez         | UD   | 12            | 22-08-1995 | Civic Center, South Padre Island, Texas              | Retiene el título mundial de la WBO supergallo |
| G                                                 | 37–0     | Maui Díaz               | TKO  | 1 (12), 2:50  | 15-07-1995 | Great Western Forum, Inglewood, California           | Retiene el título mundial de la WBO supergallo |
| G                                                 | 36–0     | Frank Toledo            | TKO  | 2 (12), 1:55  | 02-06-1995 | Foxwoods Resort Casino, Ledyard, Connecticut         | Retiene el título mundial de la WBO supergallo |
| G                                                 | 35–0     | Daniel Jiménez          | UD   | 12            | 31-03-1995 | Arrowhead Pond, Anaheim, California                  | Gana el título mundial de la WBO supergallo |
| G                                                 | 34–0     | Eddie Cook              | TKO  | 8 (12), 2:31  | 03-12-1994 | Caesars Palace, Paradise, Nevada                     | Retiene el título WBA Penta-Continental supergallo                                                                                                  |
| G                                                 | 33–0     | Jesús Sarabia           | TKO  | 3 (12), 2:33  | 22-10-1994 | Caesars Palace, Paradise, Nevada                     | Gana el título vacante WBA Penta-Continental supergallo                                                                                             |
| G                                                 | 32–0     | Israel González Bringas | TKO  | 8 (10), 1:34  | 15-08-1994 | Great Western Forum, Inglewood, California           | |
| G                                                 | 31–0     | Miguel Espinoza         | KO   | 6 (10), 2:59  | 24-06-1994 | Great Western Forum, Inglewood, California           | |
| G                                                 | 30–0     | Carlos Gabriel Salazar  | MD   | 10            | 13-04-1994 | Estadio F.A.B., Buenos Aires, Argentina              | |
| G                                                 | 29–0     | Justo Zuniga            | KO   | 3 (10), 1:54  | 01-03-1994 | Great Western Forum, Inglewood, California           | |
| G                                                 | 28–0     | Alejandro Sanabria      | KO   | 1             | 27-11-1993 | Arena Coliseo, Ciudad de México, México              | |
| G                                                 | 27–0     | Eduardo Ramírez         | UD   | 12            | 28-03-1993 | Great Western Forum, Inglewood, California           | Gana el título vacante NABF supermosca |
| G                                                 | 26–0     | Elidio Domínguez        | KO   | 1 (10), 0:45  | 12-07-1993 | Great Western Forum, Inglewood, California           | |
| G                                                 | 25–0     | Noe Santillana          | UD   | 12            | 22-05-1993 | El Toreo de Cuatro Caminos, Naucalpan, México        | Retained Mexico super flyweight title |
| G                                                 | 24–0     | Facundo Rodríguez       | KO   | 4 (12), 1:20  | 10-04-1993 | Auditorio Benito Juárez, Veracruz, México            | Retained Mexico super flyweight title |
| G                                                 | 23–0     | Iván Salazar            | UD   | 10            | 01-03-1993 | Great Western Forum, Inglewood, California           | |
| G                                                 | 22–0     | Ángel Rosario           | TKO  | 6 (10)        | 05-12-1992 | El Toreo de Cuatro Caminos, Ciudad de México, México | |
| G                                                 | 21–0     | Esteban Ayala           | KO   | 4 (12), 1:20  | 09-11-1992 | Great Western Forum, Inglewood, California           | Retained Mexico super flyweight title |
| G                                                 | 20–0     | Abner Barajas           | PTS  | 10            | 02-10-1992 | Guadalajara, México                                  | |
| G                                                 | 19–0     | Miguel Espinoza         | KO   | 6 (12), 0:55  | 11-07-1992 | Ciudad de México, México                             | Retiene el título de México supermosca |
| G                                                 | 18–0     | José Félix Montiel      | TKO  | 2 (12), 0:42  | 13-06-1992 | Arena Coliseo, Ciudad de México, México              | Retiene el título supermosca de México |
| G                                                 | 17–0     | Josefino Suárez         | UD   | 12            | 01-04-1992 | Ciudad de México, México                             | Gana el título de México del peso supermosca |
| G                                                 | 16–0     | Miguel Pina             | KO   | 1 0:57        | 07-12-1991 | Ciudad de México, México                             | |
| G                                                 | 15–0     | Javier Díaz             | DQ   | 7 (10)        | 02-11-1991 | Arena Coliseo, Ciudad de México, México              | Díaz descalificado por simular una lesión después de una falta                                                                                      |
| G                                                 | 14–0     | Sergio Águila           | TKO  | 1 (10), 0:32  | 31-08-1991 | Ciudad de México, México                             | |
| G                                                 | 13–0     | Jaime Rojas             | TKO  | 6             | 29-06-1991 | Ciudad de México, México                             | |
| G                                                 | 12–0     | Juan Facundo López      | TKO  | 1 (10), 2:45  | 13-04-1991 | Arena Coliseo, Ciudad de México, México              | |
| G                                                 | 11–0     | Abel Hinojosa           | TKO  | 5             | 09-03-1991 | Ciudad de México, México                             | |
| G                                                 | 10–0     | Esteban Rodríguez       | TKO  | 4             | 09-02-1991 | Ciudad de México, México                             | |
| G                                                 | 9–0      | Iván Salazar            | PTS  | 8             | 08-12-1990 | Arena Coliseo, Ciudad de México, México              | |
| G                                                 | 8–0      | José Yánez              | TKO  | 2 (6)         | 13-10-1990 | Ciudad de México, México                             | |
| G                                                 | 7–0      | Pedro Martínez          | TKO  | 2             | 06-10-1990 | Ciudad de México, México                             | |
| G                                                 | 6–0      | Sebastián Amica         | TKO  | 5             | 14-09-1990 | Acapulco, México                                     | |
| G                                                 | 5–0      | Federico Lara           | KO   | 3             | 04-08-1990 | Ciudad de México, México                             | |
| G                                                 | 4–0      | Oscar Granados          | PTS  | 4             | 09-06-1990 | Ciudad de México, México                             | |
| G                                                 | 3–0      | Ignacio Jacome          | PTS  | 4             | 18-05-1990 | Salamanca, Mexico                                    | |
| G                                                 | 2–0      | Federico Lara           | TKO  | 3             | 16-12-1989 | Palacio de los Deportes, Ciudad de México, Mexico    | |
| G                                                 | 1–0      | David Félix             | TKO  | 2 (4)         | 22-11-1989 | Palacio de los Deportes, Ciudad de México, México    | |

## Títulos Mundiales
- Campeón mundial de peso supergallo de la OMB 2 veces
- Campeón mundial de peso pluma del CMB
- Campeón mundial de peso pluma para The Ring
- Campeón mundial de peso superpluma del CMB
- Campeón mundial de peso superpluma de la FIB

Títulos Internacionales
- Campeón de peso supermosca de la NABF
- Campeón Penta-Continenantal de peso supergallo de la AMB
- Campeón mundial de peso pluma de la IBO

### Fuera del ring
Desde enero del 2009, Barrera fue comentarista de boxeo en ESPN Deportes en el programa "Golpe a Golpe", el cual se transmite los días viernes por la noche. Desde 2011 es comentarista de TV Azteca.